# .catholic
.catholic是網際網路的通用頂級域之一，由羅馬教廷社會傳播委員會於2013年向ICANN申請通過，並專供天主教會相關團體使用。
教廷社會傳播委員會秘書保祿·泰伊（Paul Tighe）蒙席受訪時說明該網域僅限於教會團體如教區、修會、教會經營的學校及醫院等使用，而不會提供個別神職人員或信徒使用。

## 外部連結
- ICANN上關於.catholic的相關資料（页面存档备份，存于）